# 汉尼夫斯凯
51°2′36″N 34°3′42″E / 51.04333°N 34.06167°E
漢尼夫斯凱（烏克蘭語：Ганнівське）是位於烏克蘭東北部的村莊，由蘇梅州蘇梅區的沃羅日巴市鎮負責管轄。該村處於洛克尼亞河右岸，距離海濟夫卡和漢尼夫卡-泰爾尼夫斯卡1.5公里，海拔高度181米，2001年人口40。